# 西村元三朗
西村 元三朗（にしむら もとさぶろう、1917年12月25日 - 2002年7月11日）は、昭和時代から平成時代にかけて活躍した洋画家。
神戸市に生まれる。1939年～1941年の京城での従軍中に画家になる決意を固め、帰国後1942年に小磯良平に師事した後、日本大学専門部芸術科に入学する。卒業後、小磯良平に誘われて新制作派協会（後の新制作協会）に参加し、その後の主たる活動の場とした。

## 作風
作品の主題は一貫して建造物で、作風は初期の叙情的風景画から次第に想像上の空間を組み合わせたシュールレアリズム的風景画へと変化し、さらに1953年に発表した「洞」「空間」が高い評価を受けて以降は抽象化した建物の構造体による多次元的広がりをもつ空間の表現へと移行する。

## 主な作品
- 『気象台が見える』（1949年）
- 『廃墟』（1950年） - 神戸市蔵
- 『競技場』（1951年） - 兵庫県立美術館蔵
- 『段を登る人』（1951年） - 神戸市立博物館蔵
- 『洞』（1951年） - 神戸市立小磯記念美術館蔵
- 『空間』（1951年） - 神戸市立小磯記念美術館蔵
- 『階段』（1957年） - 頌栄保育学院蔵
- 『吊橋』、『造船』 - 岡山大学蔵

## 略歴
- 1917年12月25日 - 兵庫県神戸市元町通1丁目、西村蘭更堂薬局に、父・光雄、母・まさの三男として生まれる
- 1942年 - 小磯良平に師事する。日本大学専門部芸術科に入学。川端画学校洋画科に在籍。
- 1944年 - 日本大学専門部芸術科卒業
- 1948年 - 頌栄保育専攻学校（現・頌栄短期大学）の絵画講師に就く
- 1953年 - 新制作展で「洞」「空間」が新作家賞受賞
- 1958年 - 新制作協会会員に推挙される
- 1971年 - 兵庫女子短期大学教授に就く
- 1980年 - 神戸市文化賞受賞
- 2002年7月11日 - 肺炎のため神戸市灘区の自宅で逝去